# Drótsikló túra
A Drótsikló túra (I Should Have Never Gone Ziplining) a South Park című amerikai animációs sorozat 229. része (a 16. évad 6. epizódja). Elsőként 2012. április 18-án sugározták az Egyesült Államokban. Magyarországon 2012. október 30-án mutatta be a magyar Comedy Central.
Az epizód, amely különféle valóságshow-kat parodizál, köztük az Animal Planet "Csoda, hogy élek" című műsorát, arról szól, hogy a fiúk drótsiklásos túrára indulnak, mely számtalan probléma miatt egyre elviselhetetlenebbé válik számukra. A rész különlegessége, hogy van benne egy élőszereplős betét is, illetve hogy az eseményeket a "Csoda, hogy élek" eredeti narrátora, Eric Meyers narrálja (a magyar változatban Jakab Csaba).

## Cselekmény
|  | Alább a cselekmény részletei következnek! |

Stan, Kyle, Kenny és Cartman azon törik a fejüket, hogy mit csináljanak a tavaszi szünet utolsó napján. Valamiért egyöntetűen arra jutnak, hogy elmehetnének egy drótsiklótúrára. Csakhogy hamar kiderül számukra, hogy az egész rémes: túl sok a biztonsági óvintézkedés, az útitársak rengeteg érdektelen dologról beszélnek, ráadásul nagyon sokat kell utazni és várakozni. Eldöntik, hogy az első lecsúszás után lelépnek, de megdöbbenve hallják, hogy ezután még 16 siklás következik.
Ha ez nem lenne elég, Cartman gyomra az előzőleg elfogyasztott gyorséttermi étel és a rendkívül cukros Mountain Dew hatására akcióba lép és állandóan rendkívül büdöseket szellent. Ahelyett, hogy abbahagyná az ivást, inkább a kétszer annyi koffeint és cukrot tartalmazó Double Dew-t kezdi el inni, ami csak ront a helyzeten. Miközben az egyik pihenőnél vizes szendvicseket osztogatnak ebéd gyanánt, a fiúk botokból rakják ki a "SEGÍTSÉG" szót, és várják a megmenekülést. Cartmanre rájön a hasmenés, és mindenáron vécét akar keresni - Kyle azt mondja, hogy végezze el a dolgát az erdőben, de ezt Cartman elutasítja, mert azt mondja, hogy az odacsalná a hódokat. Stan végül azt találja ki, hogy Kenny herpeszes, és ezért kell elmenniük - a csoportvezető azt mondja, hogy a dombon túl van egy lovasfarm, és ők majd biztos leviszik őket. Hamar kiderül azonban, hogy a lovakat turistáknak rendszeresítették, mely túra maximum 6 km/h-val halad, ráadásul itt is szendvicsekkel és "Double Dew Light".tal kínálják őket. Kyle nem bírja tovább, és egy kőnek dől, közölve, hogy elviselhetetlen számára, hogy a túratársak miért mondják mindig azt nekik, hogy rövidre fogják, ha nem is fogják rövidre. Stan észrevesz egy kikötőt, és meglát egy hajót. Ekkor felvillan egy felirat, hogy a most következő vizuális reprodukció megzavarhatja egyes nézők nyugalmát.
Élőszereplős bejátszásra vált a sorozat. A srácok csapdába estek a motorcsónakon, amely mindössze 8 km/h sebességre képes. Teljesen kiakadnak, és miközben Cartman hasmenésrohamot kapva összefekáliázza a vizet, az odacsalogatja a hódokat. Valamennyien egymást hibáztatják, hogy kinek az ötlete volt a drótsiklást, kivéve Kennyt, akit egyáltalán nem érdekel az egész. Rájönnek, hogy ha elalszanak, meg is halhatnak, ezért Kyle Cartmantől próbál Mountain Dew-t kérni (ami Diet Double Dew, tehát feleannyi cukrot tartalmazó dupla cukortartalmú változat), de Cartman nem akar adni Kennynek, mert herpeszes. Nem sokkal később Kenny meghal az unalomtól, a többieken pedig éppúgy kijön a herpesz. Stan végül nem bírja már tovább, és elmondja a srácoknak, hogy az ő ötlete volt az egész: egy kampányra jelentkezett, amely szerint ha három barátot magával hoz, kap egy ajándék ötödik generációs iPod nano-t, amit nem lehet továbbértékesíteni vagy becserélni. Ezt egyébként a nézőkkel korábban is megosztotta a valóságshow-s interjújelenetekben. Mindhárman összeomlanak, majd egy váratlan pillanatban segítségük érkezik Kula bácsi személyében, aki hazaviszi őket a "helifosterével", a "héttrotyihetesével", majd a "Kakker Expresszel". 
Az epizód végén Kenny holttestét hazaviszik a szüleihez, a fiúknak pedig ellátták a herpeszét (Cartman, aki végig gúnyolódott a herpeszes Kennyn, most azt állítja, hogy neki csak kiütése volt). Kyle 27 napot töltött kórházban, amíg "eltávolították a székletet az orrjárataiból". Stan egy figyelemfelhívó videót készített a drótlesiklás veszélyeiről, ám az olyan népszerű lett, hogy (akárcsak az előző epizód végén) San Diegóban maszturbált. Cartman pedig a tragédia után két héttel ismét Double Dew Light-ot ivott, mert úgymond "kiszámolta, mi a jó neki".

## Érdekességek
Az élőszereplős betétben Michael Zazarino alakította Stant, Eli Bildner Kyle-t, Brandon Hardesty Cartmant, Josh Beren pedig Kennyt. A magyar szinkronban valamennyi szereplő megtartotta a saját hangját, azonban a szinkronszínészek a saját hangjukon, nem elváltoztatva játszották a szerepeket.